# Howard Scott Warshaw
Howard Scott Warshaw (30 luglio 1957) è un programmatore e autore di videogiochi statunitense che ha lavorato per Atari, Inc. dove ha sviluppato i videogiochi Raiders of the Lost Ark, Yars' Revenge e il fallimentare E.T. the Extra Terrestrial.
Ha in seguito realizzato anche un DVD intitolato Once upon Atari, in cui racconta la storia delle persone che hanno lavorato ad Atari.

## Il periodo in Atari
Dopo gli studi, Warshaw lavorò per un anno presso Hewlett-Packard. Convinto da un amico, chiese un colloquio presso Atari, presso cui entrò a lavorare nel gennaio del 1981 come programmatore di videogiochi per la console Atari 2600.
Il primo gioco di successo prodotto da Warshaw fu Yars' Revenge, iniziato come porting del gioco arcade Star Castle ma terminato, a causa dei limiti hardware della 2600, come un gioco del tutto nuovo in cui delle mosche mutanti devono vendicare la distruzione del loro mondo natale da parte di un attaccante alieno. Il gioco è considerato uno dei migliori mai prodotti per l'Atari 2600. La fama conquistata con Yars permise a Warshaw di essere scelto come programmatore per realizzare Raiders of the Lost Ark, adattamento a videogioco del film I predatori dell'arca perduta di Steven Spielberg, che si rivelò essere un altro successo commerciale, con un positivo giudizio della critica.
Convinto dagli ottimi risultati del gioco su Indiana Jones, Steve Ross, l'allora amministratore delegato di Warner Communications, a cui apparteneva Atari, suggerì di  tentare nuovamente il porting di un altro film di successo, sempre di Spielberg: E.T. l'extra-terrestre del 1982. Dopo lunghe trattative con Spielberg, Atari acquisì i diritti sulla pellicola nel mese di luglio del 1982 per 20/25 milioni di dollari e decise di affidare la conversione ancora a Warshaw. Il gioco, pubblicato a Natale, si rivelò un fiasco commerciale per la scarsa qualità grafica, per la storia e per il gameplay, fattori che non solo lo fecero eleggere il peggior gioco mai pubblicato per l'Atari 2600 ma anche il peggiore di tutti i tempi.
E.T. fu anche uno dei 2 giochi (l'altro fu Pac-Man) che portarono Atari sull'orlo del fallimento e l'intero settore dei videogiochi alla famosa crisi del 1983. Milioni di cartucce invendute di E.T. furono mandate al macero in una discarica del Nuovo Messico.

### Il fallimento di E.T.
Il problema alla base dell'insuccesso di E.T. fu il poco tempo a disposizione per il suo sviluppo. La dirigenza di Atari, dopo l'acquisto dei diritti del film, decise di pubblicare il gioco per le festività natalizie di quell'anno. C'era però una scadenza tecnica inderogabile da rispettare, il termine ultimo entro il quale il reparto produzione avrebbe dovuto ricevere il codice completo del gioco per poter realizzare le cartucce e distribuirle in tempo per il Natale: il 1° di settembre. Visto che i diritti erano stati acquistati a fine luglio, a Warshaw non rimasero che poco più di 5 settimane per lo sviluppo del gioco, un tempo troppo limitato per poter ottenere un buon prodotto dato che normalmente un titolo di qualità richiedeva non meno di 5 mesi di lavoro.
Warshaw terminò il gioco rispettando le scadenze tecniche affinché E.T. potesse raggiungere gli scaffali in tempo. Le vendite, almeno inizialmente, furono buone: E.T. vendette quasi 1,5 milioni di copie, trascinato anche dal successo del film, risultando l'8º titolo nella graduatoria dei titoli più venduti per l'Atari 2600. Ma Atari aveva sovrastimato le vendite ed aveva deciso di produrre qualcosa come 4 o 5 milioni di copie del gioco: di queste, la maggior parte restò nei magazzini della società, sia come copie invendute sia come cartucce restituite dai clienti per la scarsa qualità del titolo. Ad esse si sommarono le 5 milioni di cartucce invendute di Pac-Man. Atari decise di disfarsi di tutto questo materiale sotterrandolo in una discarica del Nuovo Messico.
E.T., insieme a Pac-Man, portarono Atari in rosso, con una perdita per l'anno 1983 di 536 milioni di dollari, un risultato talmente negativo da convincere l'allora controllante Warner Communications a smembrare la società ed a metterne in vendita nel 1984 la divisione che curava lo sviluppo dei giochi e delle console.
Durante questo periodo Warshaw lavorò ad un altro gioco, Saboteur, nella speranza di risollevare la situazione economica di Atari: durante lo sviluppo del titolo, il gioco fu riadattato per riprendere una famosa serie televisiva di quegli anni, A-Team. Il gioco non vide però mai la luce perché Atari fu venduta prima della sua fine.

## Dopo Atari
Dopo la fine di Atari, Inc., Warshaw ha scritto 2 libri. Il primo, intitolato The Complete Book of PAN, è una guida all'omonimo gioco di carte PAN mentre il secondo, Conquering College, illustra le tecniche che secondo lui servono per completare il college con profitto, riassumibili nell'acronimo "RASABIC": Read Ahead, Stay Ahead, Be In Class.
Ha poi realizzato un film documentario, From There to Here: Scenes of Passage., una cronaca dell'immigrazione in America di due donne russe della stessa famiglia, una arrivata nel 1912 e l'altra nel 1978.
Successivamente ha prodotto un altro documentario a puntate, Once Upon Atari, una collezione di interviste e storie di impiegati e progettisti che hanno lavorato ad Atari dalla fine degli anni settanta all'inizio degli anni ottanta.
Nel 2004 un gruppo di amanti dei videogiochi classici è stato in grado di produrre le cartucce di Saboteur da vendere in alcune fiere specialistiche: la prima è stata PhillyClassic 5, dove ha presieduto lo stesso Warshaw, che ha autografato le cartucce. Nello stesso anno Atari ha messo in vendita il sistema Atari Flashback che include 15 giochi delle console 2600 e 7800, compreso Saboteur.
Nei suoi giochi, Warshaw ha sempre lasciato una sua traccia come easter egg: in Raiders of the Lost Ark, il giocatore può trovare uno "yar"; in E.T. il giocatore può trovare sia uno "yar" che un "Indy"; in Yars' Revenge, il giocatore, se posiziona il personaggio in un determinato punto dell'ultimo schema, può vedere apparire le lettere HSWWSH, che sono le iniziali di Warshaw scritte correttamente ed alla rovescia.
Nel 2008 Warshaw è apparso come interprete di sé stesso in un episodio nella serie animata Code Monkeys.
Nel 2014 partecipa al film Angry Video Game Nerd: The Movie nel ruolo di sé stesso.